# Otakar Janecký
Otakar Janecký (n. 26 decembrie 1960, Pardubice, Regiunea Boemia de Est⁠(d), Cehoslovacia) este un jucător de hochei pe gheață ce a reprezentat Cehoslovacia, medaliat olimpic. A participat la 2 ediții ale Jocurilor Olimpice (1992, 1994) în care a câștigat o medalie de bronz.